# 마이클 하트
마이클 하트(Michael Hardt)는 미국의 철학자이다. 안토니오 네그리와 함께 저술한 《제국》(Empire)을 통하여 슬라보예 지젝에게 "21세기의 공산당 선언"이라는 평가를 받았다.

## 생애
1983년 스와스모어 칼리지에서 공학을 전공하였다. 이후 비교문학으로 전공을 바꾸어 1990년 워싱턴 대학교에서 질 들뢰즈 연구로 박사 학위를 취득하였다. USC에 잠시 몸담은 이후 1994년부터 듀크 대학교에서 교수로 재직 중이다.

## 이론
아우토노미아 사상의 영향을 받았으며 안토니오 네그리와 함께 한 공동 작업으로 유명하다.

## 비판
마이클 하트와 안토니오 네그리의 논의는 그들의 주장 자체가 모호성을 가져 실체를 정확히 알기 힘들다는 점으로 비판받는다. 또한 그들의 '제국'론은 실제로 통합된 지구적 제국이 성립할 수 있는지에 대해 의문이 제기되고 있으며, 여기에 중요한 역할을 하는 '다중' 역시 모호한 개념으로 비판받고 있다.

## 저서
- Hardt, Michael. 《네그리 사상의 진화》 (정남영, 박서현 역) , ISBN 9788961950084. (원제: The Art of Organization: Foundations of a Political Ontology in Gilles Deleuze and Antonio Negri, 1990)
- Hardt, Michael. 《들뢰즈 사상의 진화》 (김상운, 양창렬 역), ISBN 9788986114690. (원제: Gilles Deleuze: an Apprenticeship in Philosophy, ISBN 9780816621613, 1993)
- Hardt, Michael, Negri, Antonio. 《디오니소스의 노동》 1,2 (이민영 역), ISBN 9788986114126. (원제: Labor of Dionysus: a Critique of the State-form, ISBN 9780816620869, 1994)
- Hardt, Michael, Negri, Antonio. 《제국》 (윤수종 역), ISBN 9788987350394. (원제: Empire, ISBN 9780674006713, 2000)
- Hardt, Michael, Negri, Antonio. 《다중》 (조정환, 정남영, 서창현 역), ISBN 9788984072411. (원제: Multitude: War and Democracy in the Age of Empire, ISBN 9780143035596, 2004)
- Hardt, Michael, Negri, Antonio. 《공통체》 (윤영광, 정남영 역), ISBN 9788997186358. (원제: Commonwealth, ISBN 9780674060289, 2009)
- Hardt, Michael, Negri, Antonio. 《선언》 (조정환 역), ISBN 9788997186358. (원제: Declaration, ISBN 9780786752904, 2012)
- Hardt, Michael, Negri, Antonio. Assembly, ISBN 9780190906320, 2017

## 같이 보기
- 마르크스주의
- 자율주의
- 자유지상주의적 사회주의
- 민주사회주의
- 포스트마르크스적 공산주의